# Атинеум (Лондон)
Вижте пояснителната страница за други значения на Атинеум.
„Атинеум“ е джентълменски клуб, намиращ се на улица „Пал Мал“ 107 в Лондон, Англия.
Клубът е известен с голямата си библиотека. Разполага със зала за хранене, пушалня и апартаменти със спални помещения. Над стълбите виси часовник, който има 2 пъти числото 7, а няма числото 8, като причината за това е неизвестна.
Джон Уилсън Кроукър, сър Томас Лоурънс и няколко техни приятели основават клуба през 1823 г. за личности, известни със своите научни, литературни или артистични постижения, както и за техните покровители. Сър Томас Лоурънс измисля герба на клуба – главата на Атина Палада в овал, обграден от надписа „ATHENÆUM CLUB·PALL MALL“ („Атинеум клуб·Пал Мал“).